# دخيخلة

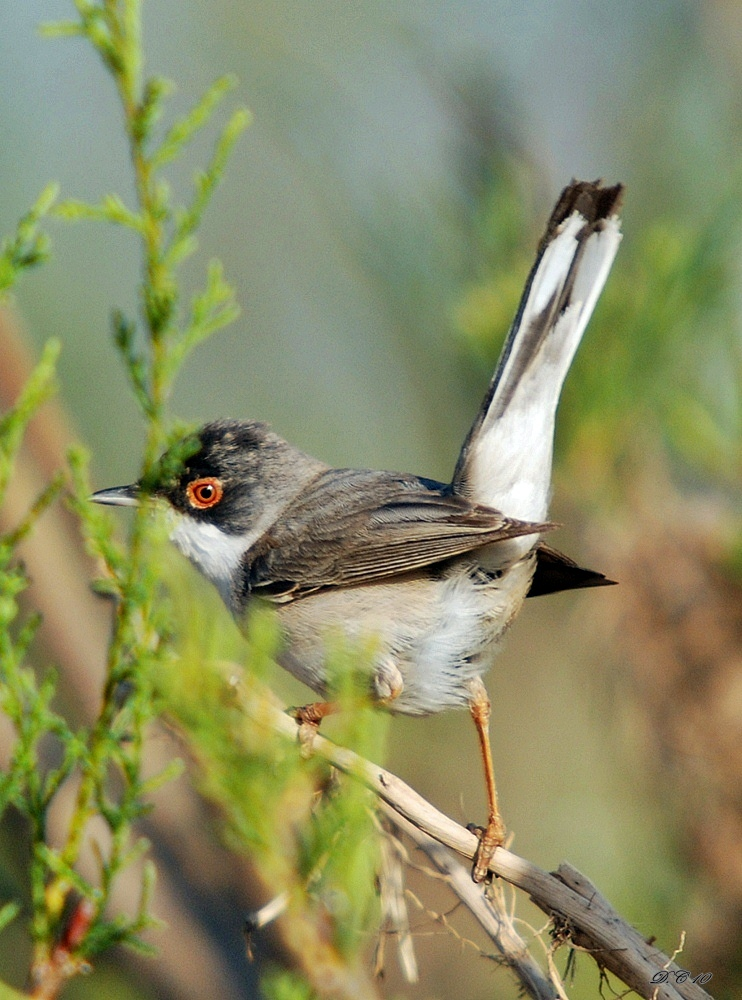
الدخيخلة

 الدخيخلة  أو  دخلة منتري الرأساء (Menetries Warbler)الاسم العلمي:(Sylvia Mystaea)، الدخيخلة: أطلق أهالي المنطقة على هذا الطائر بـ (الدخيخلة)، نسبة إلى صغر حجمه والذي يساعده ويسهل دخوله  مروره، بين الشجيرات الصغيرة والأغصان لحصوله على طعامه في المناطق البرية.
طائر بري مهاجر، عابر أثناء الشتاء والخريف وأحياناً معشش، يألف العيش والتنقل بين الشجيرات الشوكية الصحراوية المنخفضة في البيئة الصحراوية بحثاً عن غذاءه المكون من الحشرات.

## المشخصات
لهذا الطائر عينان حمراوان تحيط بهما دائرة صفراء، وله قلنسوة داكنة اللون تغطي منطقة الرأس حتى العينين، الزور أبيض اللون. السطح الظهري للذكر رمادي اللون، والذيل طويل داكن اللون وغير متساوي الأطراف، وهو يحرك ذيله ذا الحواف البيضاء بصورة مستمرة وبطريقة مميزة. السطح السفلي فاتح اللون ويصبح إلى حد ما وردياً في فصل التكاثر وأحياناً غير واضح اللون.
أما  أنثى الدخيخلة  فهي ذات لون داكن مقارنة بلون الذكر.

## التغذية
يتغذى الدخيخلة على الحشرات وبذور النباتات.

## اقرأ أيضاً
- تطور الطيور